# Bavelse Sø
Bavelse Sø är en sjö på ön Sjælland i Danmark. Den ligger i Næstved Kommune och Region Själland, i den sydöstra delen av landet. Bavelse Sø ligger 3 meter över havet. Arean är 0,60 kvadratkilometer och sjön sträcker sig 0,7 kilometer i nord-sydlig riktning, och 1,4 kilometer i öst-västlig riktning.
Den högsta punkten i närheten är 36 meter över havet, 1,0 km söder om Bavelse Sø. Trakten runt Bavelse Sø består till största delen av jordbruksmark.
Bavelse Sø ligger i närheten av  Tystrup Sø och Torpe Kanal. Sjön ingår i Natura 2000 området Suså, Tystrup-Bavelse Sø, Slagmosen, Holmegårds Mose og Porsmose.